# 比达什
比达什（法語：Bidache，法語發音：[bydaʃ]）是法国大西洋比利牛斯省的一个市镇，位于该省北部偏西，属于巴约讷区和巴斯克地区城市公共社区。

## 地理
比达什（43°29'0"N, 1°8'29"W）面积30.43 平方千米，位于法国新阿基坦大区大西洋比利牛斯省，该省份为法国东南部省份，涵盖了贝阿恩与北巴斯克，西临大西洋比斯開灣，北至朗德省，东北接热尔省，东临上比利牛斯省，南与西班牙接壤。
与比达什接壤的市镇（或旧市镇、城区）包括：阿斯坦格、阿罗特-沙里特、巴尔多斯、卡姆、奥雷格。
比达什的时区为UTC+01:00、UTC+02:00（夏令时）。

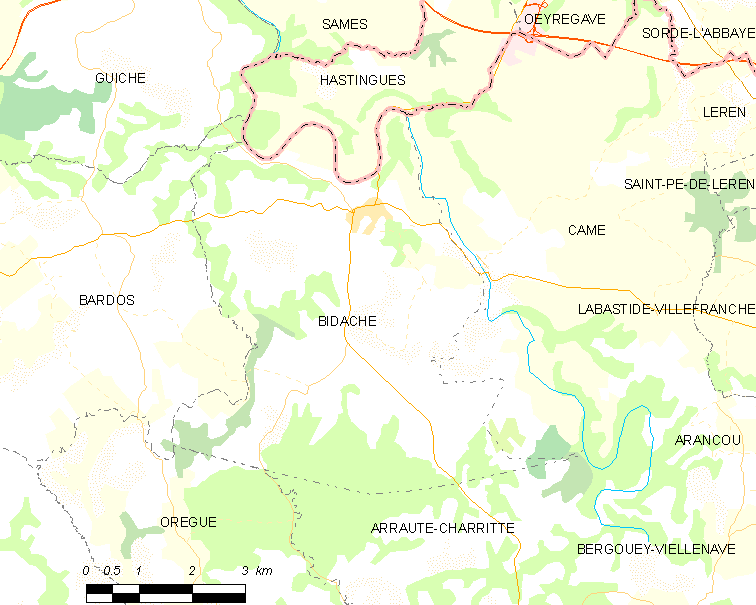
比达什的OSM定位图

## 行政
比达什的邮政编码为64520，INSEE市镇编码为64123。

## 政治
比达什所属的省级选区为比达什地区-阿米库塞-奥斯蒂巴尔县。

## 人口

1962-2008年间比达什人口变化图示

比达什于2022年1月1日时的人口数量为1347人。